# Ponziano da Spoleto
Ponziano da Spoleto (... – Spoleto, 14 gennaio 175) è stato un martire cristiano, venerato come santo e considerato il patrono della città di Spoleto.

## Agiografia
La storia del santo è riportata anche su: chiesa di San Ponziano Spoleto. 
Il giovane Ponziano di Spoleto, di nobile famiglia locale del tempo dell'imperatore Marco Aurelio, durante una notte avrebbe avuto un sogno, in cui il Signore gli diceva di diventare un suo servitore. Così Ponziano si mise a predicare il nome del Signore, combattendo le persecuzioni dei cristiani promosse dal giudice Fabiano. 
La tradizione vuole che quando fu arrestato un giudice gli chiese come si chiamasse e lui rispose ”Io sono Ponziano ma mi puoi chiamare Cristiano”. Durante l'arresto venne sottomesso a tre prove:
- fu buttato nella gabbia dei leoni, ma i leoni non si avvicinarono, anzi si fecero accarezzare;
- fu fatto camminare sui carboni ardenti, ma ci passò senza problemi;
- fu messo senza acqua e cibo, ma gli angeli del Signore gli portarono cibo e acqua.

Alla fine venne condotto su un ponte dove gli fu tagliata la testa. Da quel giorno il ponte è conosciuto come Ponte Sanguinario. Il martirio sarebbe avvenuto il 14 gennaio 175. La tradizione vuole che la sua testa, appena decapitata, fece un rimbalzo e finì sul Colle Ciciano, e lì dove cadde zampillò una fontana miracolosa. 
Fu in quel luogo che venne in seguito eretta la chiesa di san Ponziano, affiancata nel medioevo da un monastero.

## Culto
Nel Martirologio Romano al 19 gennaio: "Presso Spoleto in Umbria, san Ponziano, martire, che si tramanda sia stato per Cristo atrocemente battuto con le verghe al tempo dell'imperatore Antonino e infine trafitto con la spada". 
Viene ritenuto protettore contro i terremoti: un terremoto si ebbe al momento della sua decapitazione, e al santo viene attribuita la seguente profezia Spoleto tremerà ma non crollerà; ancora il 14 gennaio 1703 si ebbe la prima scossa di una serie che avrebbe funestato la zona per venti anni circa, senza fare vittime.
Il culto di san Ponziano crebbe progressivamente, fino a che, nel 966, il vescovo di Utrecht ne trasportò le reliquie in quella città, che lo elesse compatrono.